# Ciudad global
Una ciudad global (también llamada ciudad mundial, ciudad alfa o centro) es aquella que actúa como un actor principal en la economía mundial. El concepto proviene del estudio de la geografía urbana, y se basa en la teoría de que la globalización dio lugar a una jerarquía de ubicaciones geográficas estratégicas, cada una con distintos niveles de influencia en la economía, el comercio y la cultura a nivel mundial. Los complejos vínculos entre estas ciudades globales afectan de forma directa y tangible los asuntos socioeconómicos internacionales, .
El término «ciudad global» se atribuye a la socióloga Saskia Sassen, autora del libro La ciudad global,  publicado en 1991; hace referencia a Londres, Nueva York, París y Tokio, en contraposición con el término megaciudad.
Numerosos institutos, entes y publicaciones clasifican a las ciudades globales según distintos criterios, ya sean económicos, sociales, culturales o políticos (por ejemplo, la presencia y crecimiento de la urbanización).

## Características generales

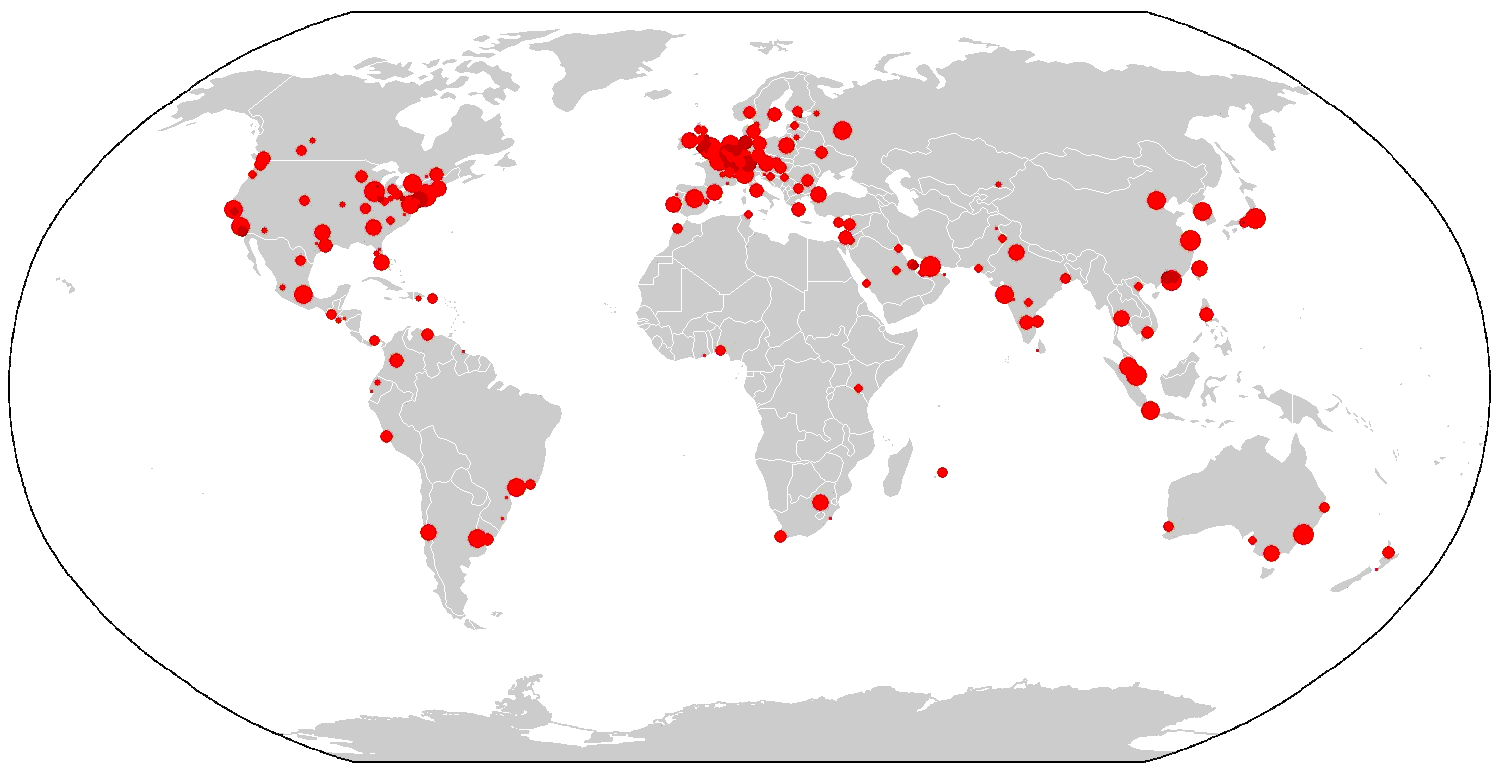

- Reconocimiento y fomento a nivel internacional de la ciudad. Un ejemplo de esto es la identificación del lugar o región, es decir, el nombre propio de la ciudad inequívocamente.
- Influencia y participación en eventos internacionales y aspectos de importancia mundial, por ejemplo, la realización de grandes reuniones deportivas (los Juegos Olímpicos o la Copa Mundial de Fútbol), políticas o sociales, o ser sede de organismos internacionales.
- Ser centro de una gran conurbación y poseer una población en el área metropolitana suficientemente grande.
- Tener un aeropuerto que funcione como un centro de conexión internacional, es decir, que tenga un gran número de conexiones aéreas con las grandes ciudades del mundo.
- Tener un avanzado sistema de transporte (ferroviario, metro, autobuses, autopistas, etcétera) interconectado dentro de la urbe y con otras ciudades capitales.
- Tener una infraestructura avanzada en el mundo de las telecomunicaciones.
- Que sea una ciudad cosmopolita.
- Tener un ambiente cultural propio, gracias a la existencia de festivales de cine, eventos musicales, galerías de arte, etc.
- Ser sede de diversas empresas de nivel internacional y actividades (ferias, bolsa) que la definan como una importante ciudad de negocios.

Para algunos, Londres, Nueva York, París y Tokio han sido tradicionalmente consideradas las «cuatro grandes» ciudades de todo el mundo no por casualidad, sino que también sirven como símbolos del capitalismo global. Sin embargo, muchas personas tienen sus propias listas personales, y es probable que cualquiera de las listas difiera sobre la base de antecedentes culturales, valores, y experiencia.

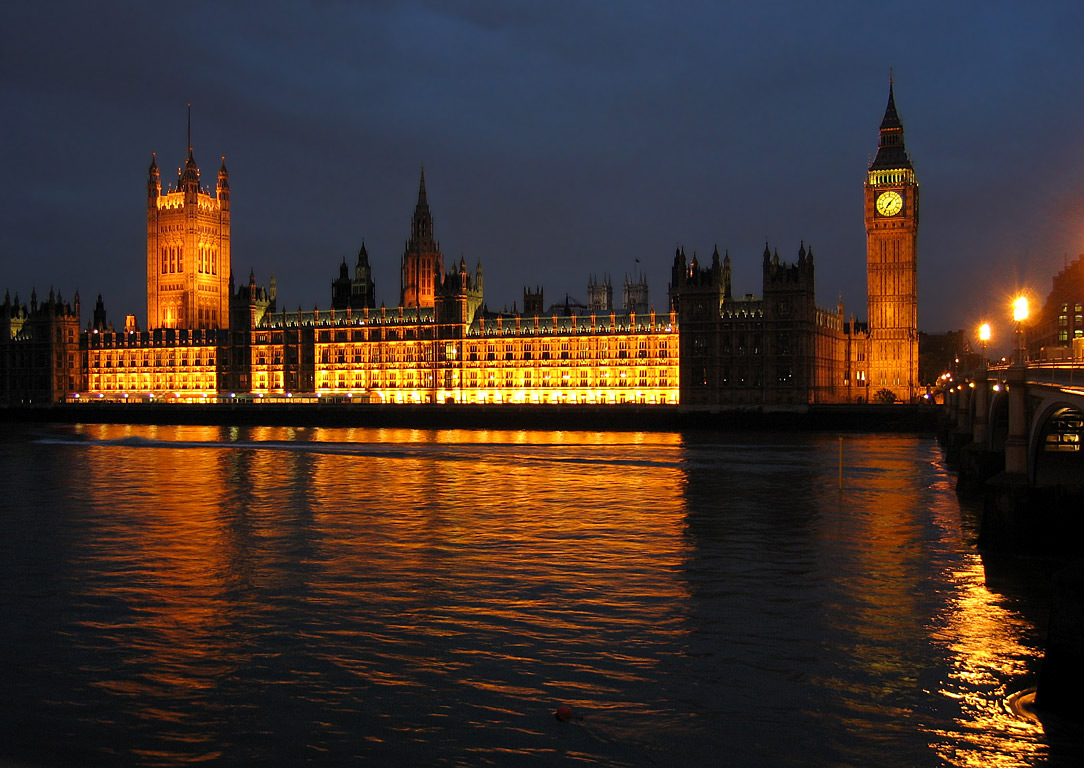
Londres
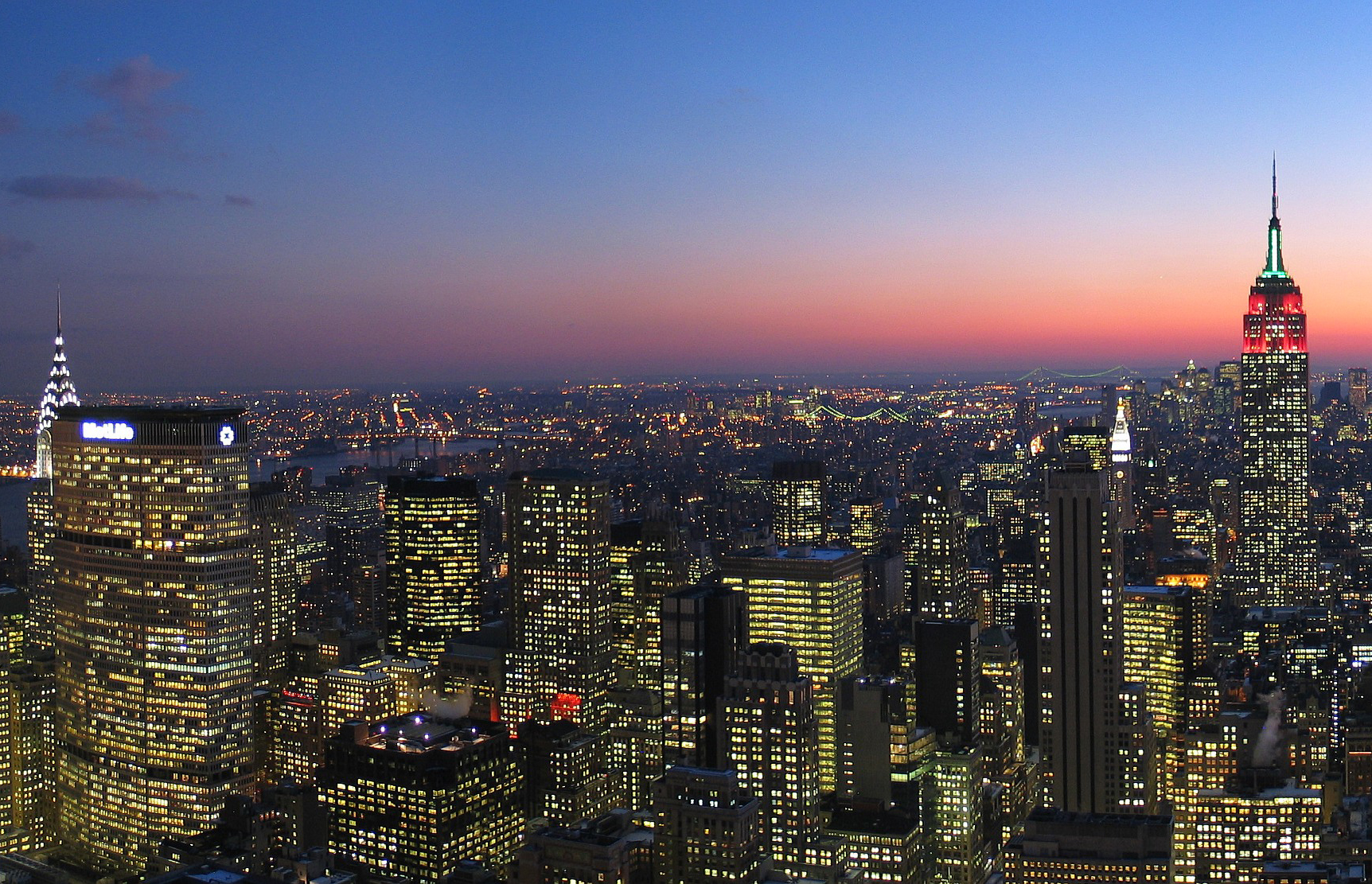
Nueva York
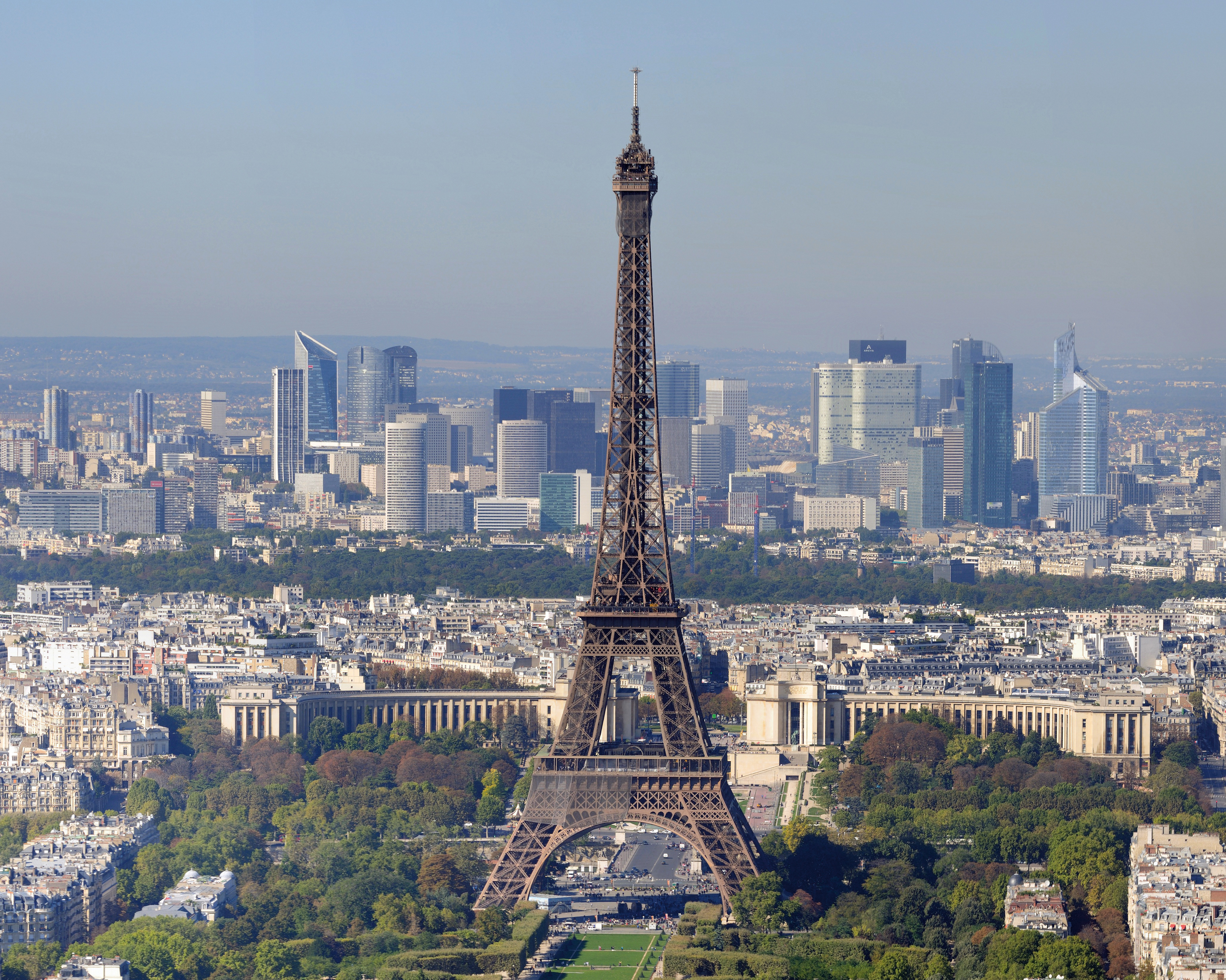
París
Tokio

## Clasificaciones

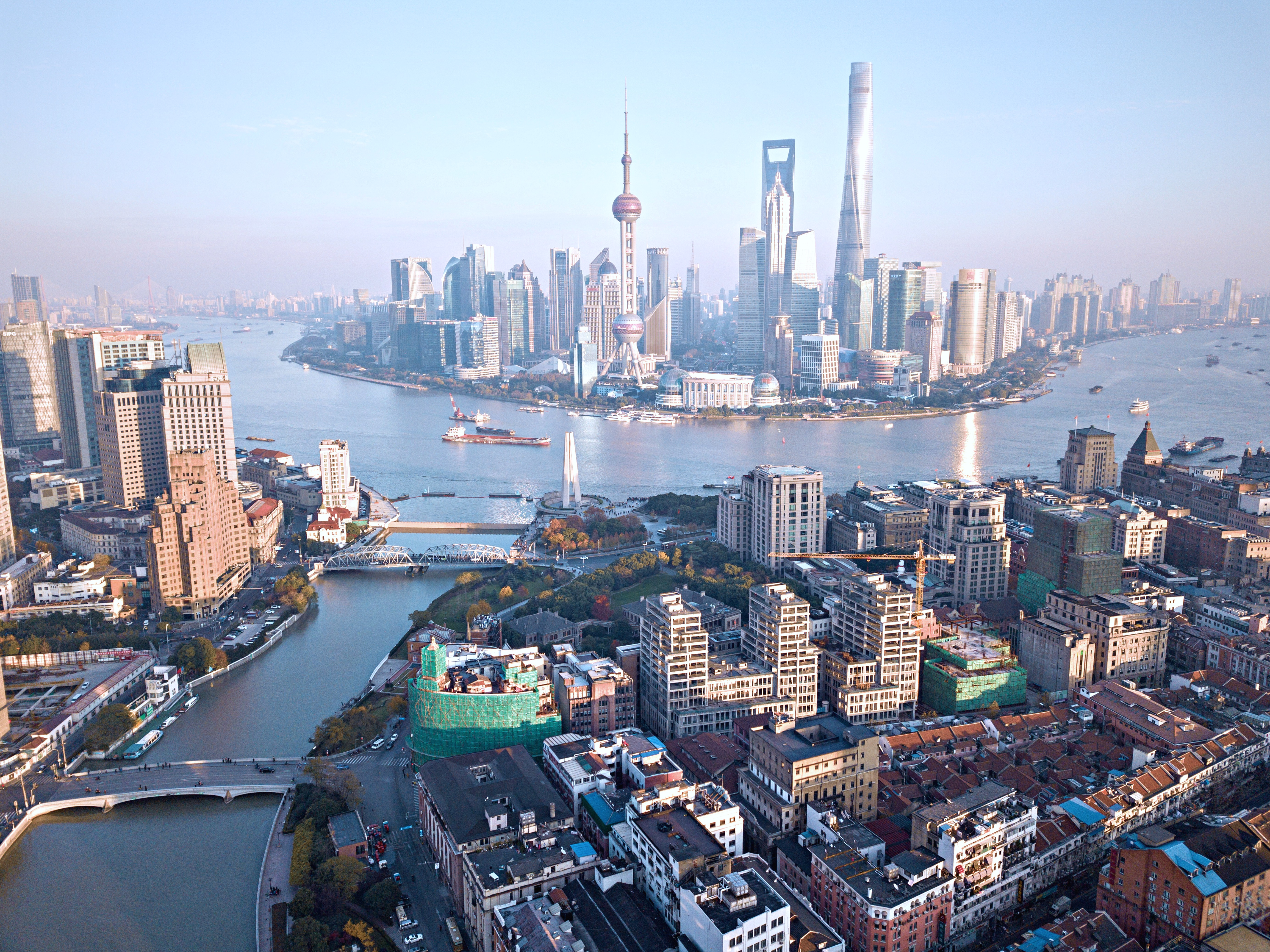
Shanghái, una de las ciudades globales más importantes de China.

Desde comienzos del siglo XX se ha considerado a las ciudades de Londres, París y Nueva York como las Tres Grandes, es decir, las principales ciudades del mundo y que ejercían gran influencia a nivel global. Sin embargo, desde la segunda mitad del siglo XX este reducido grupo se ha visto aumentado con la inclusión de Tokio, Madrid, Shanghái, Hong Kong, Ciudad de México, Moscú, São Paulo, Pekín, Los Ángeles, además de varias otras ciudades del resto del mundo. La forma de calificar si una ciudad corresponde o no a este concepto de ciudad global ha sido muy discutida. 

### Índice de Centros Financieros Globales

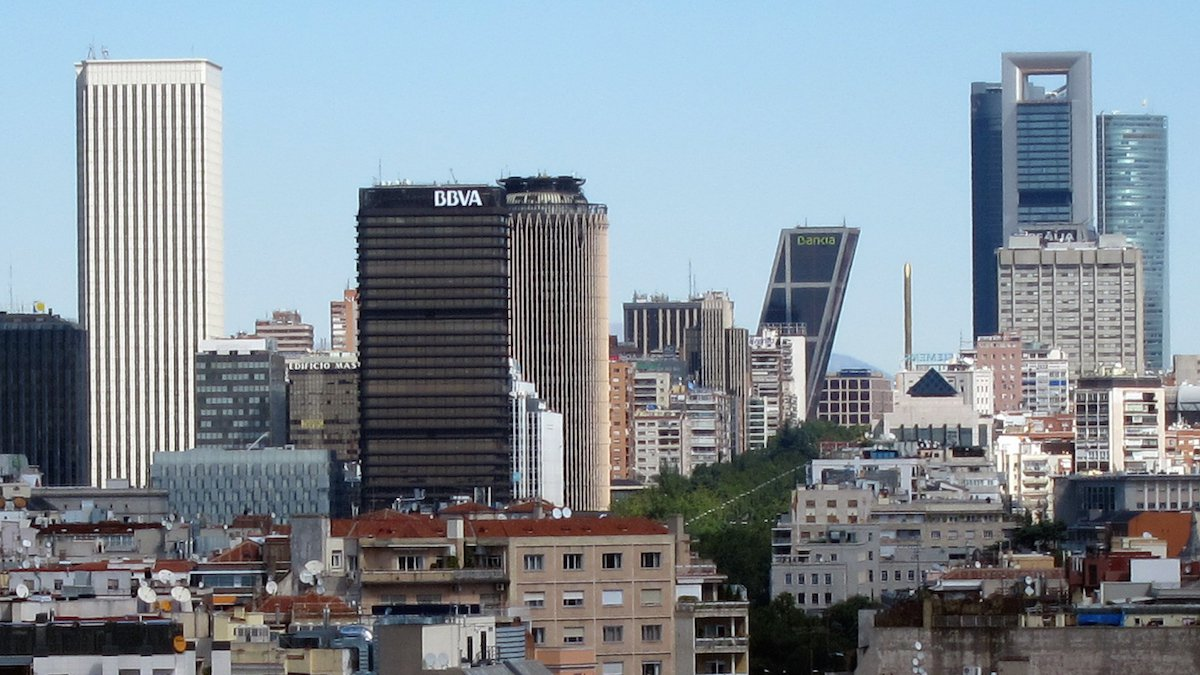
Madrid, tercer centro financiero más importante de la Unión Europea, tras París y Fráncfort y la ciudad global más importante del mundo hispano.

El Índice de Centros Financieros Globales es una clasificación bianual que mide la competitividad de los principales centros financieros del mundo. El índice se desarrolla basándose en más de 29.000 valoraciones de un cuestionario en línea, junto con datos de más de 100 índices de organismos como el Banco Mundial, la Organización para la Cooperación y el Desarrollo Económicos (OCDE) y el Economist Intelligence Unit. 
A fecha del 24 de marzo de 2022, los principales centros financieros del mundo entre los 119 centros financieros clasificados son:
| Clasificación | Cambio      | Ciudad           | Puntuación | Cambio      |
| ------------- | ----------- | ---------------- | ---------- | ----------- |
| 1             | Sin cambios | Nueva York       | 759        | 3           |
| 2             | Sin cambios | Londres          | 726        | 14          |
| 3             | Sin cambios | Hong Kong        | 715        | 1           |
| 4             | 2           | Shanghái         | 714        | 1           |
| 5             | 2           | Los Ángeles      | 713        | 1           |
| 6             | 2           | Singapur         | 712        | 3           |
| 7             | 2           | San Francisco    | 711        | 3           |
| 8             | Sin cambios | Pekín            | 710        | 1           |
| 9             | Sin cambios | Tokio            | 708        | 2           |
| 10            | 6           | Shenzhen         | 707        | 8           |
| 11            | 1           | París            | 706        | 1           |
| 12            | 1           | Seúl             | 705        | 3           |
| 13            | 2           | Chicago          | 704        | Sin cambios |
| 14            | 2           | Boston           | 703        | Sin cambios |
| 15            | Sin cambios | Washington D. C. | 702        | 2           |
| 16            | 2           | Fráncfort        | 694        | 7           |
| 17            | 1           | Dubái            | 691        | 3           |
| 18            | 6           | Madrid           | 690        | 3           |
| 19            | 2           | Ámsterdam        | 687        | 1           |
| 20            | 1           | Zúrich           | 686        | 4           |

#### Iberoamérica
| Clasificación | Ciudad           | Puntuación |
| ------------- | ---------------- | ---------- |
| 18            | Madrid           | 690        |
| 53            | Lisboa           | 633        |
| 60            | Ciudad de México | 620        |
| 70            | Río de Janeiro   | 599        |
| 73            | São Paulo        | 588        |
| 79            | Santiago         | 568        |
| 81            | Bogotá           | 566        |
| 110           | Buenos Aires     | 523        |
| 115           | Ciudad de Panamá | 518        |
| 129           | Guatemala        | 518        |

### Índice de Ciudades Globales

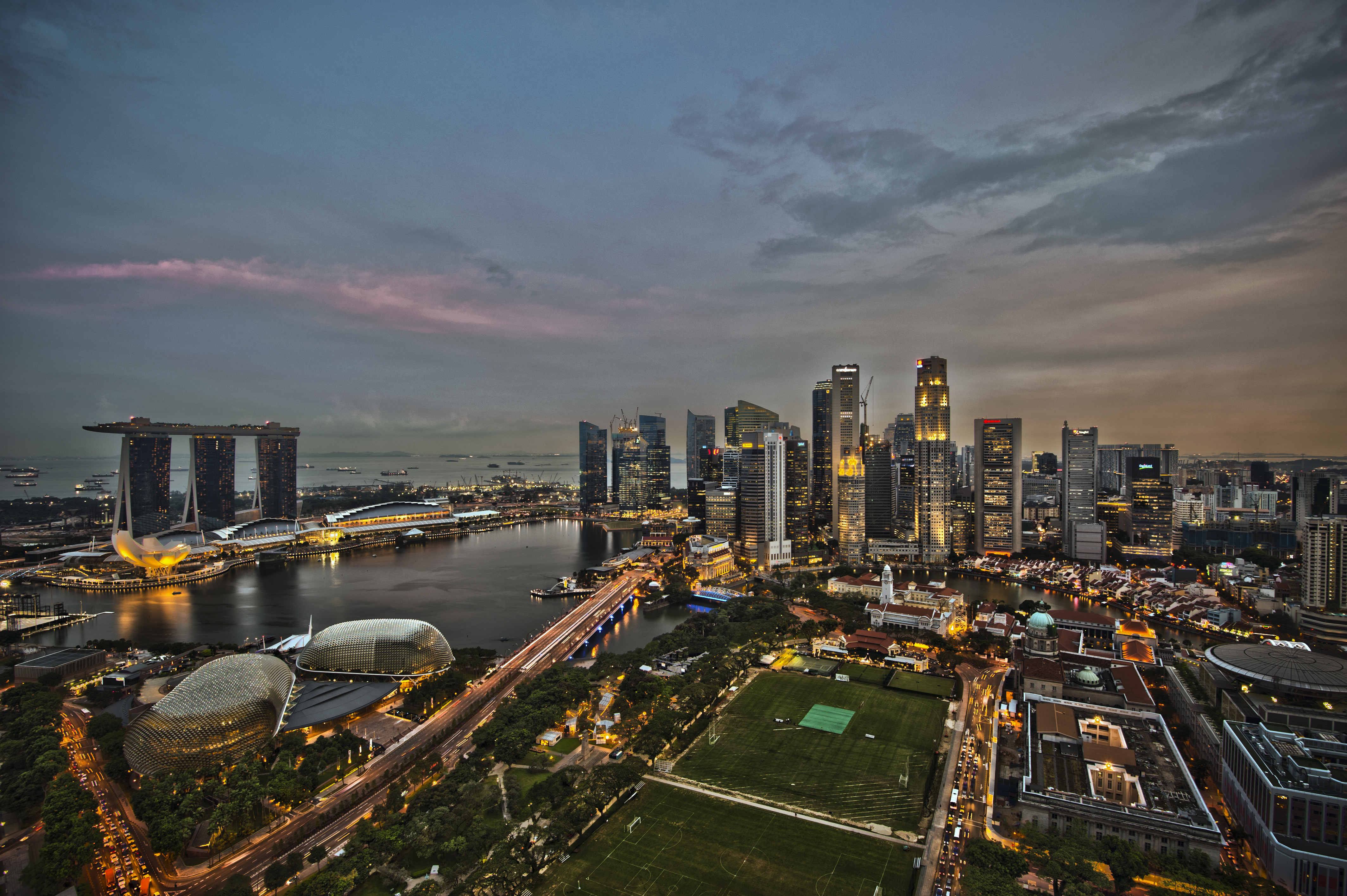
Singapur, clasificada entre las ciudades globales más importantes de Asia.

La revista Foreign Policy, en conjunto con la empresa consultora A. T. Kearney y el Chicago Council on Global Affairs, publica el Índice de Ciudades Globales («Global Cities Index» en inglés), una clasificación de las ciudades globales, sobre la base de consulta con Saskia Sassen, Witold Rybczynski, entre otros. Foreign Policy señala que "las ciudades más grandes y mejor interconectadas del mundo, ayudan a establecer los programas mundiales, están en condiciones de enfrentar los peligros transnacionales y sirven como centros de integración mundial. Ellas son los motores del crecimiento para sus países y la puertas de acceso a los recursos de sus regiones." Las clasificaciones se basan en la evaluación de indicadores distribuidos en cinco áreas: actividad de negocios, capital humano, el intercambio de información, actividad cultural y el compromiso político. 
En 2021, las principales ciudades globales eran:
1. Nueva York
2. Londres
3. París
4. Tokio
5. Los Ángeles
6. Pekín
7. Hong Kong
8. Chicago
9. Singapur
10. Shanghái
11. San Francisco
12. Melbourne
13. Berlín
14. Washington D. C.
15. Sídney
16. Bruselas
17. Seúl
18. Moscú
19. Madrid
20. Toronto

### Las Ciudades Más Comentadas del Mundo
Las Ciudades Más Comentadas del Mundo («The World's Most Talked About Cities» en inglés) es un informe publicado por ING Media, una empresa de comunicación de Londres. El informe clasifica a 250 ciudades globales por el número de veces que se menciona en las redes sociales y en la prensa en línea.
En 2019 las ciudades más comentadas del mundo eran:
1. Tokio
2. Nueva York
3. Londres
4. París
5. Madrid
6. Dubái
7. Roma
8. Barcelona
9. Seúl
10. Osaka

### Las Mejores Ciudades del Mundo

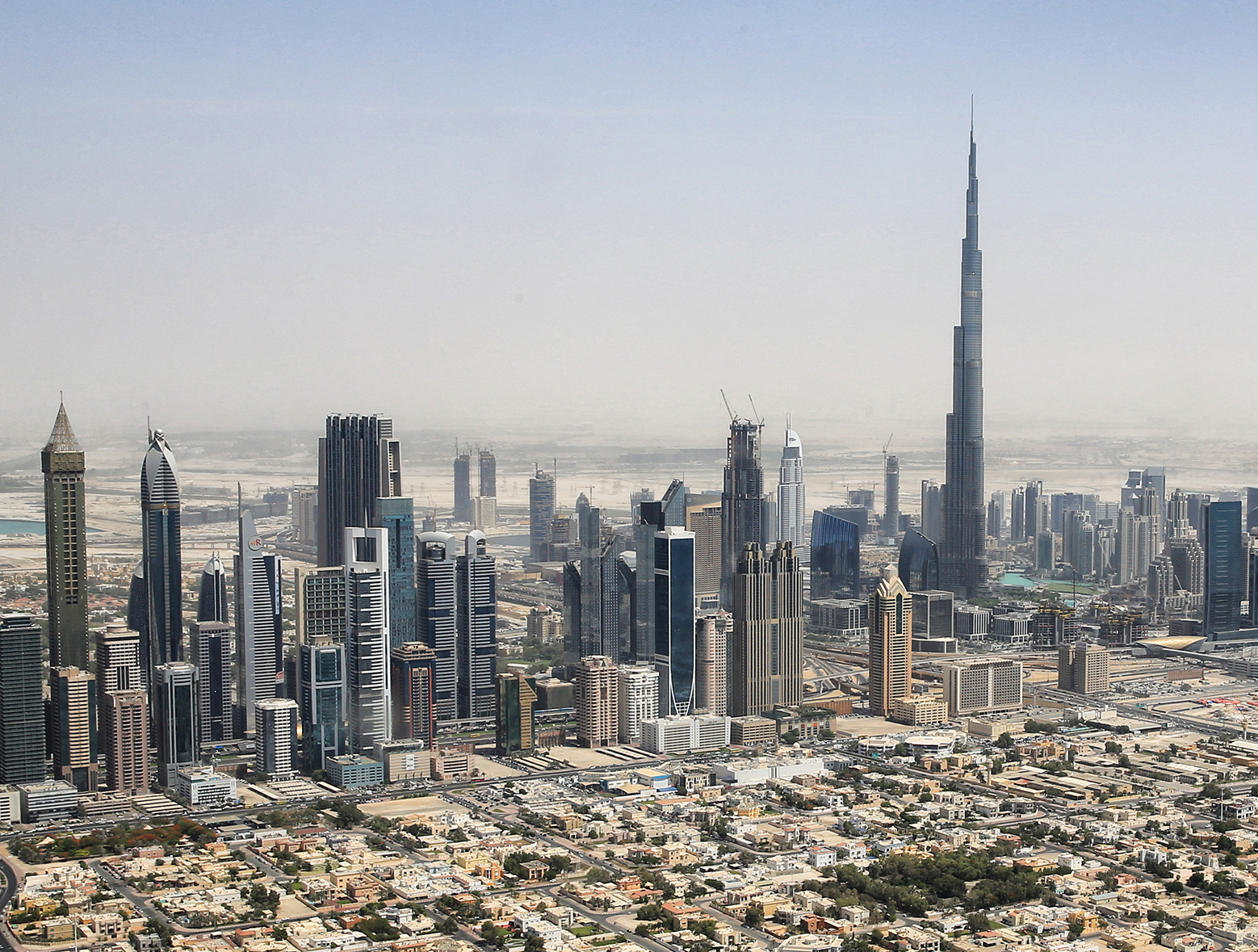
Dubái (Emiratos Árabes Unidos), clasificada la ciudad global principal del mundo árabe.

La clasificación de Las Mejores Ciudades del Mundo («The World's Best Cities» en inglés) la produce la asesora de inmobiliaria, Resonance Consultancy, que evalúa cada ciudad según seis criterios: el lugar ("percepción de la calidad del entorno  natural y construido de la ciudad"), el producto ("instituciones clave, atracciones e infraestructura"), la programación ("arte, cultura, entretenimiento y la escena culinaria"), la gente ("diversidad y nivel de inmigración"), la prosperidad ("empleo y sedes corporativas") y su promoción ("historias, referencias y reseñas compartidas en línea").
En 2021, las 10 ciudades principales del mundo eran:
1. Londres
2. París
3. Nueva York
4. Moscú
5. Dubái
6. Tokio
7. Singapur
8. Los Ángeles
9. Barcelona
10. Madrid

### Global City Lab
En 2019 el Global City Lab publicó una clasificación de las 500 principales ciudades globales, clasificadas por su valor de marca. Según este informe, las diez ciudades globales más importantes son:
1. Nueva York
2. Londres
3. Tokio
4. París
5. Los Ángeles
6. Sídney
7. Berlín
8. Singapur
9. Hong Kong
10. Toronto

### Índice Global de Ciudades Potencia

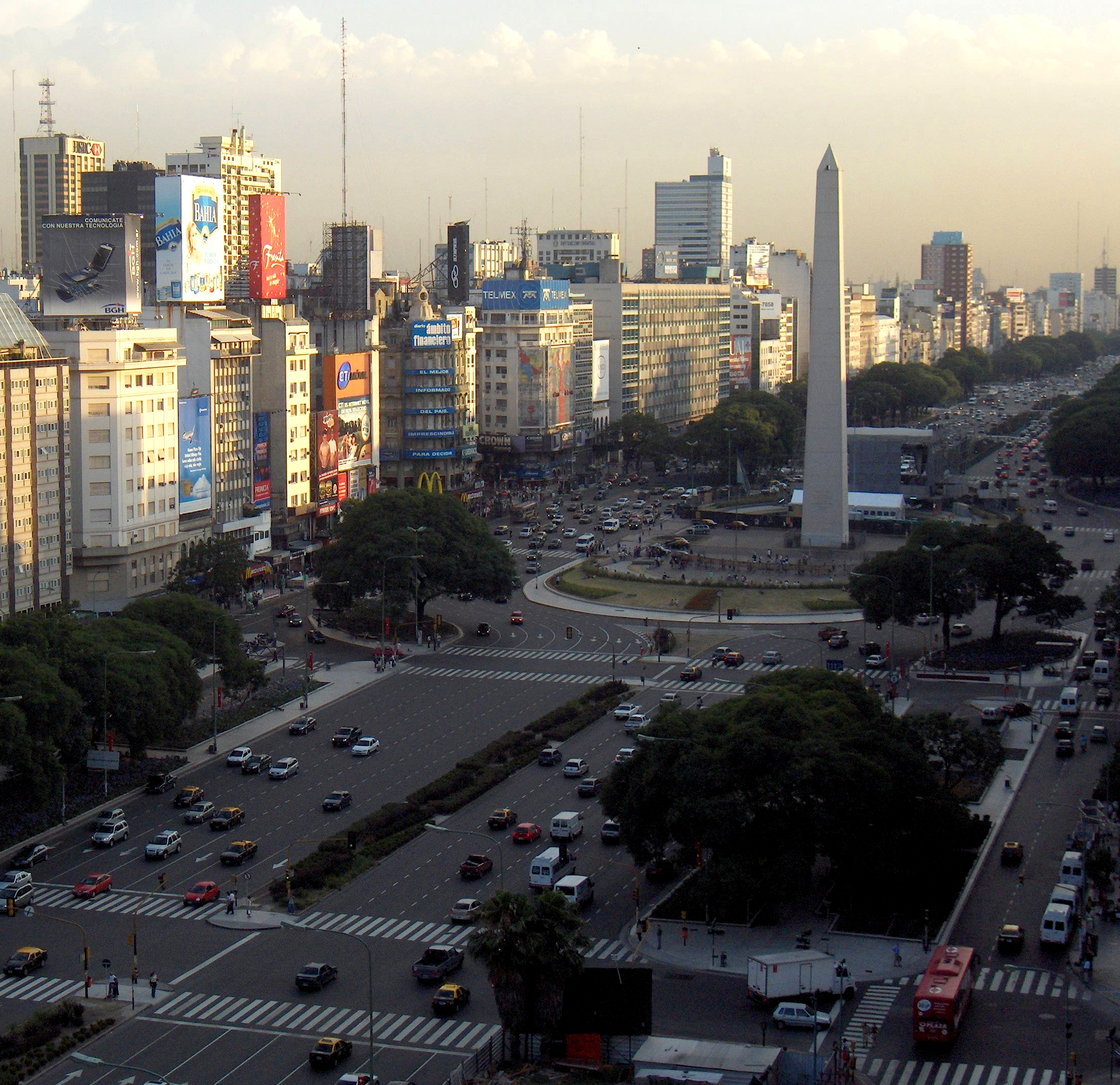
Buenos Aires, clasificada por el Índice Global de Ciudades Poderosas como la ciudad global más importante de Hispanoamérica.

El Índice Global de Ciudades Potencia (en inglés «Global Power City Index» o en japonés: «世界の都市総合力ランキング», lit. 'ranking mundial de ciudades según su influencia general') es un informe anual de las ciudades globales más poderosas del mundo publicado por el Instituto de Estrategias Urbanas de la Fundación Mori Memorial en Japón. El índice clasifica cada ciudad según seis categorías: economía, investigación y desarrollo, interacción cultural, calidad de vida, ambiente y accesibilidad. A su vez, dentro de cada categoría se incluyen 70 indicadores adicionales.
Según el informe de 2021, las diez ciudades más poderosas del mundo fueron:
| Clasificación | Ciudad     |
| ------------- | ---------- |
| 1             | Londres    |
| 2             | Nueva York |
| 3             | Tokio      |
| 4             | París      |
| 5             | Singapur   |
| 6             | Ámsterdam  |
| 7             | Berlín     |
| 8             | Seúl       |
| 9             | Madrid     |
| 10            | Shanghái   |

| Clasificación | Ciudad           |
| ------------- | ---------------- |
| 9             | Madrid           |
| 18            | Barcelona        |
| 40            | Buenos Aires     |
| 43            | São Paulo        |
| 44            | Ciudad de México |

### Índice de Riqueza

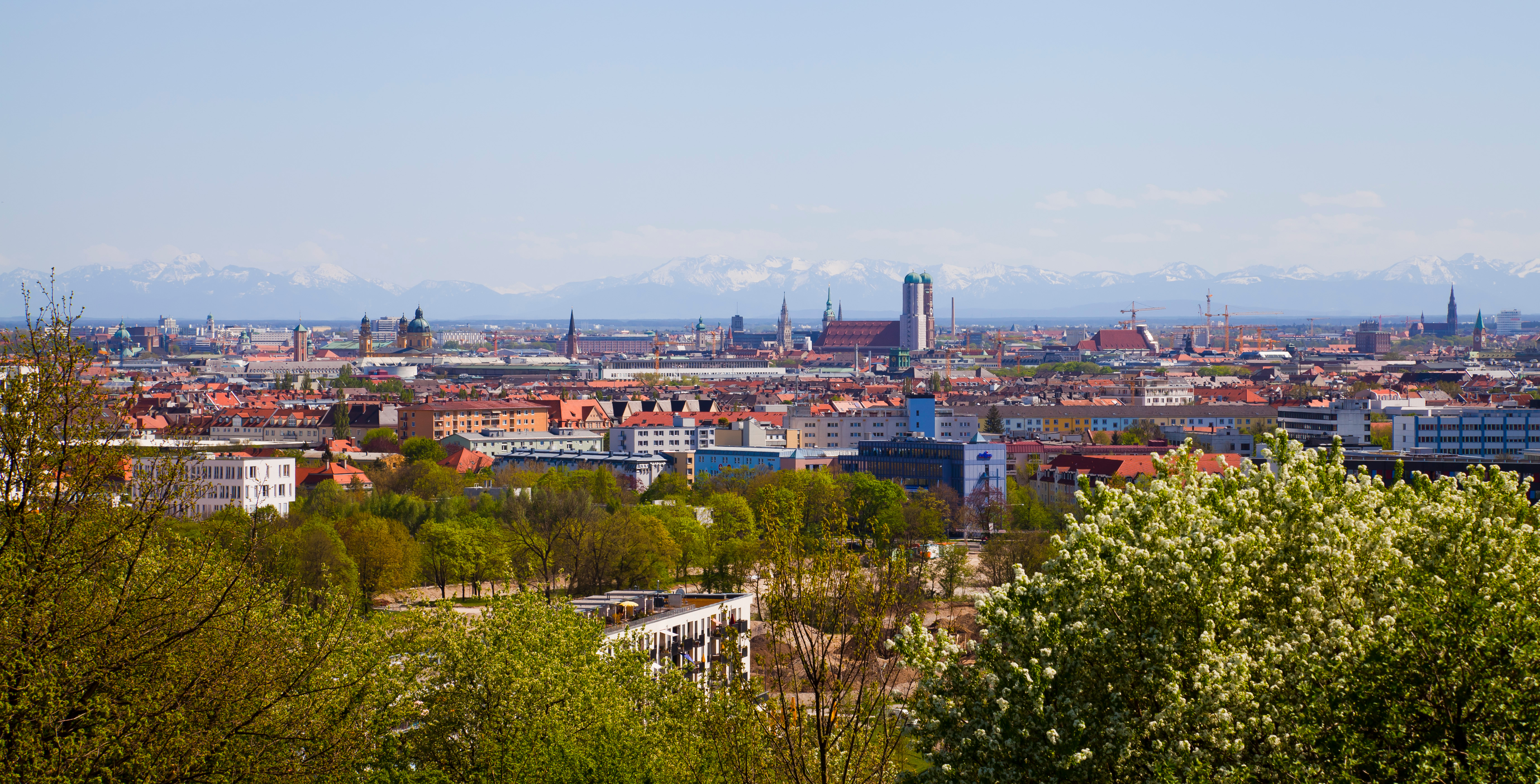
Múnich (Alemania), clasificada por el Índice de Riqueza como la tercera ciudad europea preferida por las personas de altos ingresos para vivir.

El Índice de Riqueza («City Wealth Index» en inglés) es un índice publicado por Knight Frank LLP y Citi Private Bank que evalúa cuáles son las ciudades más importantes para las personas de altos ingresos, definidas como aquellas con bienes superiores a los $25 millones de dólares estadounidenses (22,6 millones de euros). Según el informe, las consideraciones más importantes para dichas personas son la actividad económica, el poder político, el conocimiento, la influencia y la calidad de vida.
Según su informe de 2021, las ciudades globales más importantes son:
- 1.  Londres (empatadas)
- 1.  Nueva York (empatadas)
- 3.  París
- 4.  Tokio
- 5.  Hong Kong
- 6.  Chicago (empatadas)
- 6.  Los Ángeles (empatadas)
- 8.  Singapur
- 9.  Múnich
- 10.  Ámsterdam
- 11.  Pekín
- 12.  Berlín
- 13.  Houston
- 14.  Shanghái
- 15.  Dallas
- 16.  Madrid
- 17.  Toronto
- 18.  Zúrich
- 19.  Fráncfort
- 20.  Washington D. C.

### Estudio GaWC
El Globalization and World Cities Research Network (o «GaWC») es un think tank británico que publica un informe cada dos años que clasifica a las ciudades del mundo según su nivel de globalización y su conectividad a los denominados «servicios avanzados» como la contabilidad, la publicidad, la banca, las finanzas y el derecho. El informe le da más peso a los aspectos económicos que a los aspectos políticos, sociales o culturales. Según estos criterios, se clasifican las ciudades entre tres categorías de ciudad: Alfa (con cuatro subcategorías), Beta (con tres subcategorías) y Gamma (con tres subcategorías). 
El informe se ha publicado continuamente desde 1998 con ediciones en 1998, 2000, 2004, 2008, 2010, 2012, 2014, 2016, 2018 y 2020. Según el informe de 2020, las ciudades más importantes del mundo son las siguientes:
(1) o (1) indica que la ciudad subió o bajó de categoría desde su clasificación en el informe de 2018.

#### Alfa (2020)
Las ciudades en el nivel Alfa están conectadas a los principales estados y regiones económicos del mundo y conectadas a la economía global. Las ciudades Alfa están categorizadas en cuatro subcategorías de ciudad: Alfa ++, Alfa +, Alfa, y Alfa −.

##### Alfa ++
Las ciudades Alfa ++ son las ciudades más integradas a la economía global:
- Londres
- Nueva York

##### Alfa +
Las ciudades Alfa + son ciudades que están altamente integradas a la economía global, proveyendo servicios avanzados a la economía global:
- Pekín
- Dubái
- Hong Kong
- París
- Shanghái
- Singapur
- Tokio

##### Alfa

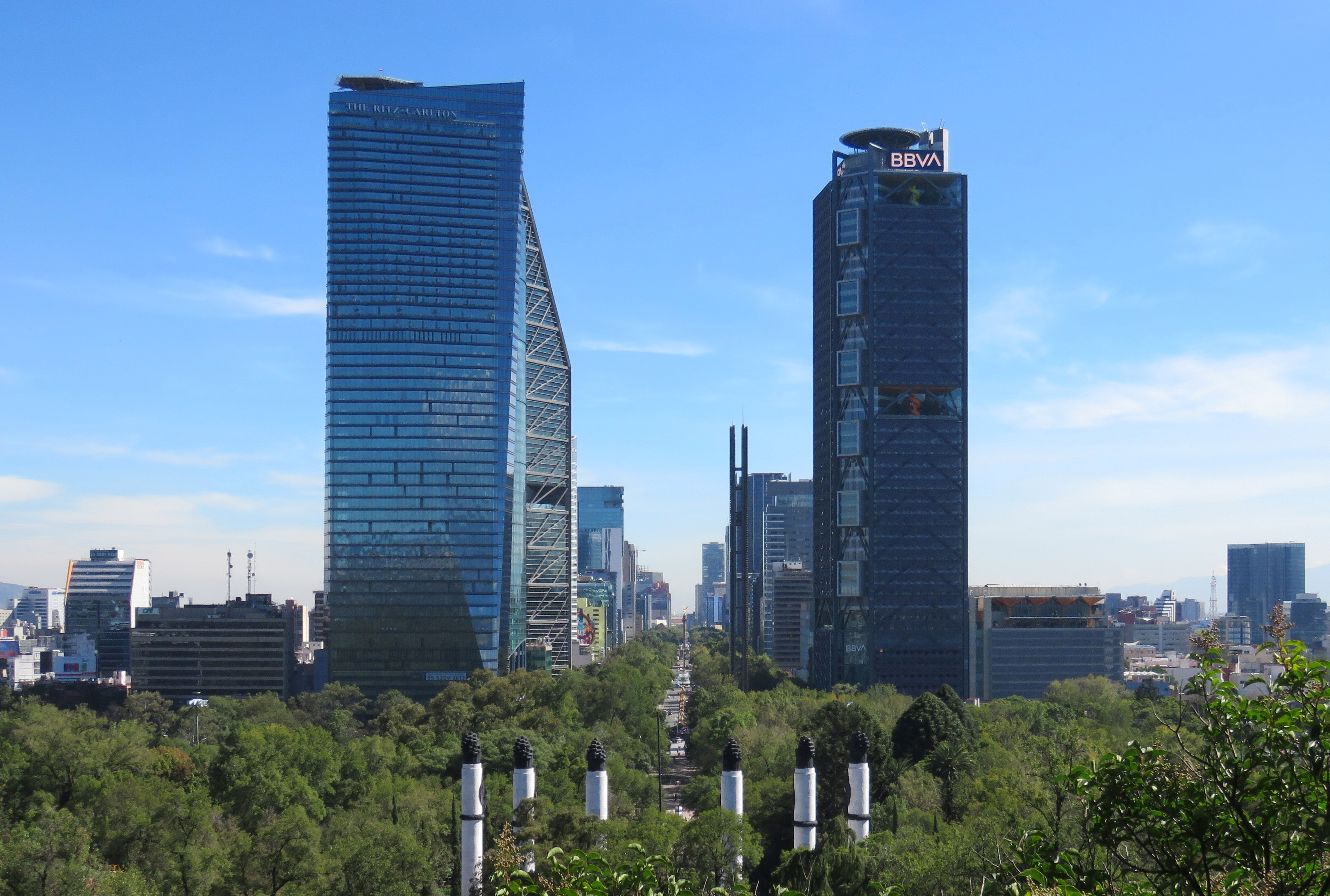
La Ciudad de México, clasificada como una ciudad Alfa.

- Ámsterdam (1)
- Bombay
- Bruselas
- Chicago
- Ciudad de México
- Estocolmo
- Fráncfort
- Yakarta
- Kuala Lumpur
- Los Ángeles
- Luxemburgo
- Madrid
- Milán
- Moscú
- São Paulo
- Sídney (1)
- Toronto

##### Alfa −

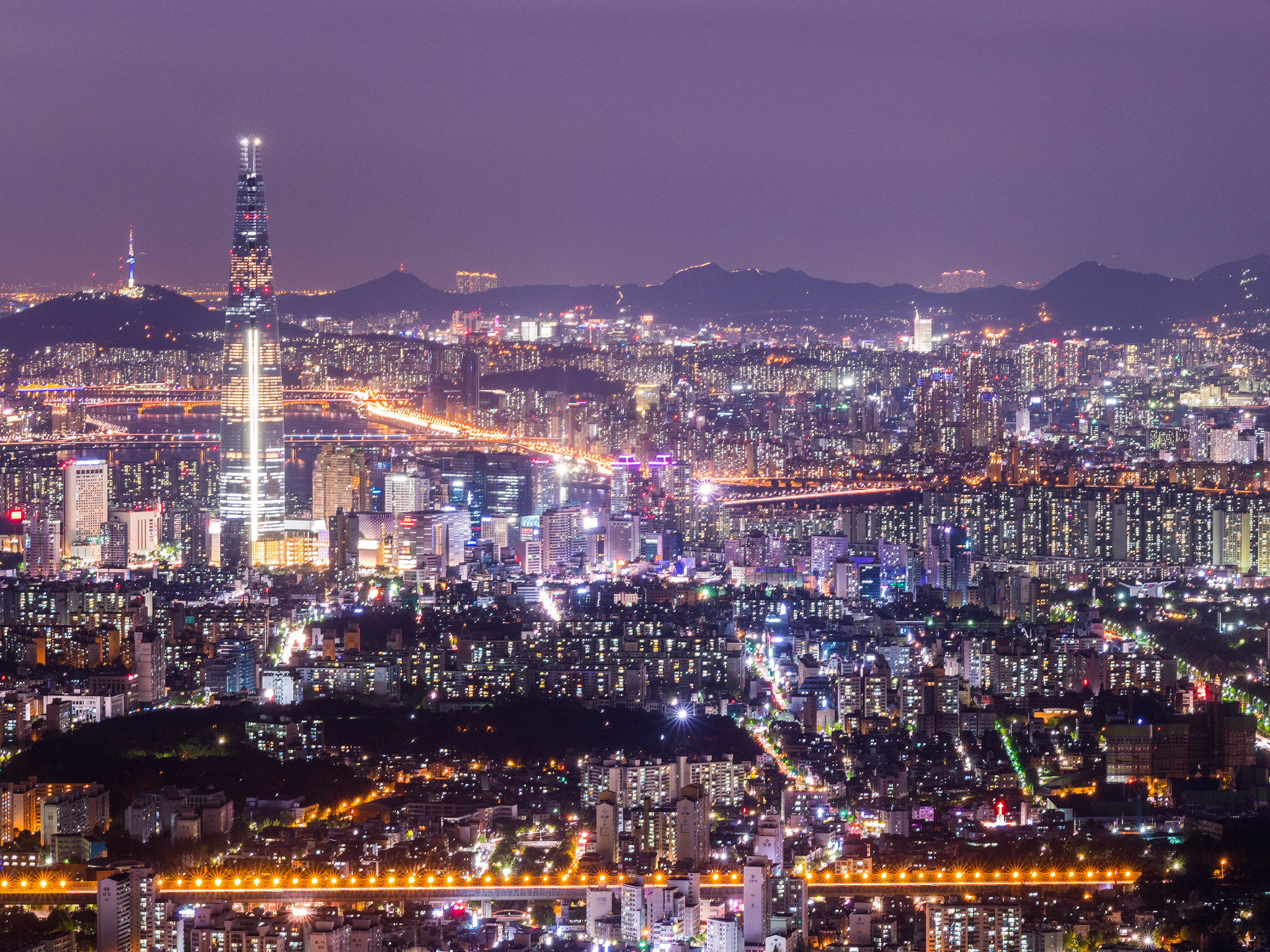
Seúl, clasificada como una ciudad Alfa −.

- Bangkok (1)
- Bangalore (1)
- Boston (1)
- Buenos Aires (1)
- Cantón (1)
- Dublín
- Estambul (1)
- Johannesburgo
- Lisboa
- Manila
- Melbourne (1)
- Montreal
- Múnich
- Nueva Delhi
- Praga
- Riad
- San Francisco
- Santiago
- Seúl (1)
- Shenzhen
- Taipéi (1)
- Varsovia (1)
- Viena
- Zúrich (1)

### Otros criterios
Otros criterios, no considerados en listas como las del GaWC que están basadas en criterios específicos y, por tanto, pueden no incluir otras ciudades significativas globalmente, como por ejemplo:
| - Mayor población, de la ciudad principal y de su área metropolitana. - Diversas cuestiones demográficas. - Indicadores diversos: - Población, hábitat y urbanización. - Significativa capacidad financiera/output: - GDP urbano/regional. - Índices bursátiles o de capitalización de mercado. - Sedes de empresas multinacionales. - Provisión de servicios financieros; p. ej., bancos o empresas financieras. - Empleo. - Basados en la calidad de vida o desarrollo urbano. - Basados en el costo de vida. - Basados en la riqueza personal; p. ej., número de billonarios (en miles de millones de dólares). - Infraestructura de transportes: - Aeropuertos por tráfico de pasajeros o por tonelaje de carga. - Sistemas extensos de transporte colectivo. - Uso del ferrocarril. - Uso de transporte privado. - Mayores puertos marítimos. - Infraestructura o capacidad tecnológica significativa: - Destacadas líneas aéreas. | - Instituciones significativas: - Educativas (universidades, atención a estudiantes, etc.). - Centros de investigación. - Instituciones sanitarias (hospitales, laboratorios médicos y farmacéuticos). - Lugares de peregrinación religiosa. - Sedes de instituciones internacionales. - Lugares de significado cultural o histórico Patrimonio de la Humanidad. - Facilidades para el desarrollo cultural: - Museos y galerías. - Ópera. - Orquestas. - Festivales de cine. - Teatros. - Lugares que acogen acontecimientos deportivos importantes (Juegos Olímpicos). - Turismo: - Número de visitantes y turistas. - Impacto económico (ingresos por turismo). - Acontecimientos vinculados (Exposición Universal, Capital Europea de la Cultura, etc.). - Medios de comunicación. |

| Rango | Población de la ciudad | Población del área metropolitana | Porcentaje de nacidos en el extranjero | Coste de la vida | Pasajeros en Metro | Extensión del sistema ferroviario | Pasajeros por aeropuerto (2006) | Milmillonarios (2019) | Producto Bruto Interno |
| ----- | ---------------------- | -------------------------------- | -------------------------------------- | ---------------- | ------------------ | --------------------------------- | ------------------------------- | --------------------- | ---------------------- |
| 1     | Karachi                | Tokio                            | Londres                                | Zúrich           | Hong Kong          | Hong Kong                         | Pekín                           | Londres               | Tokio                  |
| 2     | São Paulo              | Yakarta                          | Toronto                                | Seúl             | Moscú              | Londres                           | Chicago                         | Tokio                 | Nueva York             |
| 3     | Moscú                  | Seúl                             | Los Ángeles                            | Tokio            | Nueva York         | Tokio                             | Londres                         | Singapur              | Los Ángeles            |
| 4     | Nueva Delhi            | Ciudad de México                 | Vancouver                              | Hong Kong        | Seúl               | Seúl                              | Tokio                           | Nueva York            | Chicago                |
| 5     | Shanghái               | São Paulo                        | Nueva York                             | Londres          | Ciudad de México   | Madrid                            | Los Ángeles                     | Pekín                 | Londres                |
| 6     | Ciudad de México       | Nueva York                       | Singapur                               | Osaka            | París              | Moscú                             | Dallas                          | París                 | París                  |
| 7     | Seúl                   | Bombay                           | Sídney                                 | Ginebra          | Londres            | París                             | París                           | Seúl                  | Osaka/Kobe/Kioto       |
| 8     | Estambul               | Los Ángeles                      | Abiyán                                 | Copenhague       | Fráncfort del Meno | Ciudad de México                  | Fráncfort del Meno              | Taipéi                | Ciudad de México       |
| 9     | Bombay                 | Delhi                            | Miami                                  | Moscú            | Tokio              | Nueva York                        | Atlanta                         | Zúrich                | Filadelfia             |
| 10    | Tokio                  | Osaka                            | París                                  | Oslo/Nueva York  | Singapur           | Chicago                           | Denver                          | São Paulo             | São Paulo              |